# Munster (toponiem)
In de  toponymie is munster of monster afgeleid van het woord monasterium, wat zoveel betekent als klooster, (soms ook kapel). 
Enkele voorbeelden van zulke plaatsnamen zijn Münster, Münsterland, Neumünster, Waasmunster, Ingelmunster, Nieuwmunster, Monster, Munstergeleen en Munsterbilzen.